# Духовская гора (Витебск)
Духовская гора — холм в центральной части Витебска, находится у слияния трёх ручьёв: с севера — ручья Дуная, с востока — Гапеева ручья, с запада — Замкового ручья (от улицы Ленина на возвышенность по улице Гоголя).
Здесь был древнерусский курганный некрополь. В XII—XVIII веках гора и её окрестности относились к Заручевской слободе — неукреплённому поселению, ограниченному современными улицей Замковой, ручьём в парке имени Фрунзе, улицей «Правды» и Западной Двиной.
Название гора получила от Свято-Духова женского монастыря, основанного здесь в конце XIV века княгиней Иулианией Александровной, второй женой князя Ольгерда.

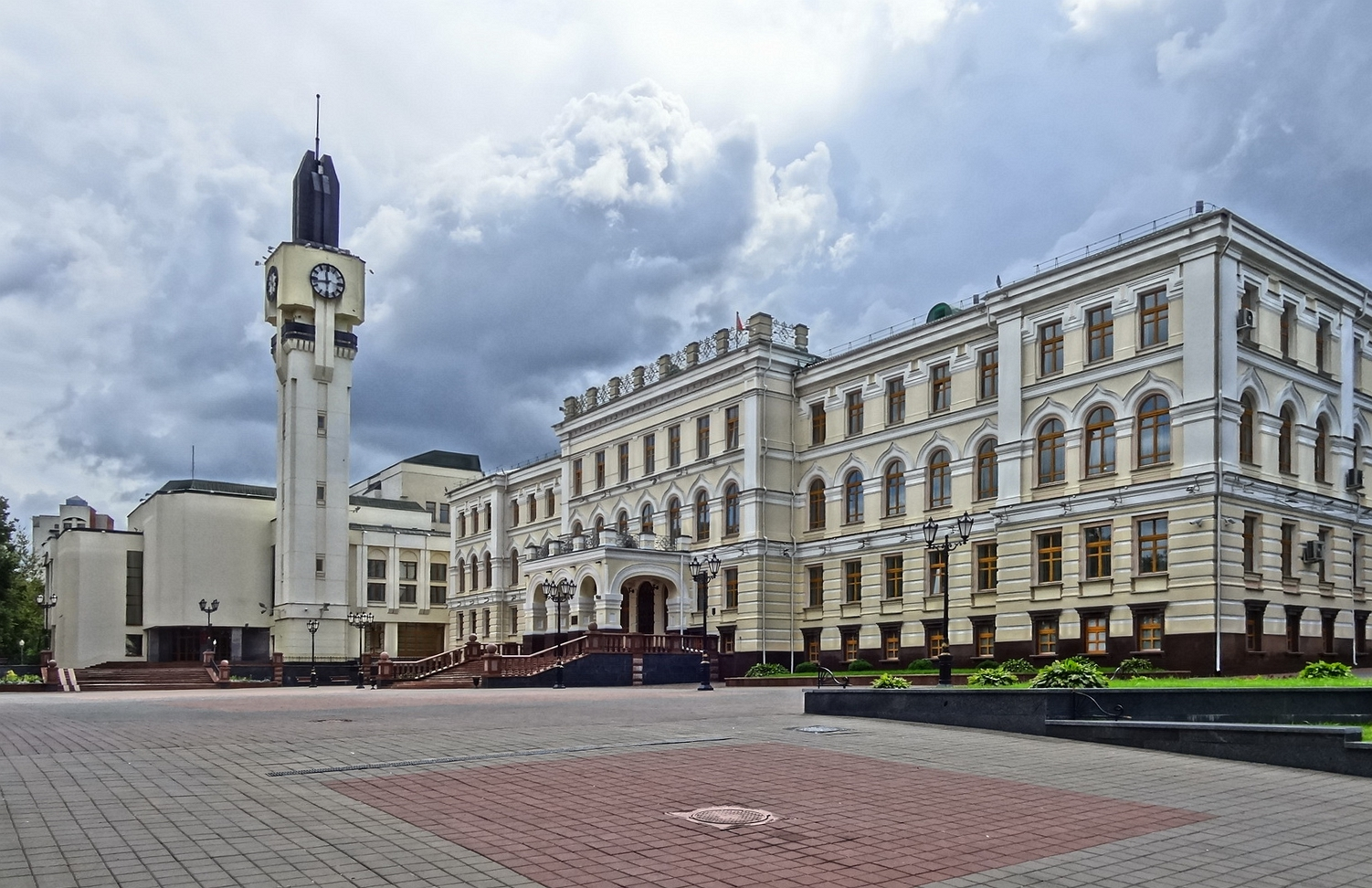
Витебский облисполком (бывшее Епархиальное женское духовное училище) и здание Витебского областного совета депутатов с возвышающейся над городом часовой башней

В начале XX века на гору вели Духовские: набережная, улица и переулок. Тогда, кроме Духовской церкви, здесь находилось женское духовное училище и губернский статистический комитет, секретарём которого был Александр Сементовский. На Духовской набережной почти двадцать лет жил ещё один секретарь губстаткомитета — Алексей Сапунов. Другой знаменитый житель улицы, ведущей к Духовской горе, — уроженец Витебска, советский музыковед, музыкальный и литературный критик Иван Соллертинский.
Сейчас на Духовской горе находится здание исполнительного областного комитета и здание Витебского областного совета депутатов с возвышающейся над городом часовой башней. Северный и восточный склоны покрыты древесной растительностью.